# Kukići
Kukići (em cirílico: Кукићи) é uma vila da Sérvia localizada na cidade de Čačak, pertencente ao distrito de Moravica, na região de Pomoravlje. A sua população era de 485 habitantes segundo o censo de 2011.

## Demografia
| 1948 | 1953 | 1961 | 1971 | 1981 | 1991 | 2002 | 2011 |
| ---- | ---- | ---- | ---- | ---- | ---- | ---- | ---- |
| 480  | 514  | 614  | 641  | 673  | 654  | 574  | 485  |